# Quintanilla de los Oteros
Quintanilla de los Oteros es una pedanía perteneciente al municipio de Pajares de los Oteros, situado en Esla-Campos con una población de 31 habitantes según el INE.
Está situado en la LE-521 entre Valencia de Don Juan y Matallana de Valmadrigal.

## Demografía
Tiene 21 habitantes, 14 varones y 7 mujeres censados en el municipio.